# Oliver Korn
Pour les articles homonymes, voir Korn (homonymie).
Oliver Korn, né le 10 juin 1984 à Düsseldorf, est un joueur de hockey sur gazon allemand. Il a remporté le titre olympique lors des Jeux olympiques d'été de 2008 qui se sont déroulés à Pékin puis en 2012 à Londres.

## Palmarès

### Jeux olympiques
- Jeux olympiques d'été de 2008 à Londres
  -  Médaille d'or.
- Jeux olympiques d'été de 2012 à Londres
  -  Médaille d'or.

### Championnat d'Europe
- Championnat d'Europe de 2011 à Mönchengladbach
  -  Médaille d'or.